# SIL International
SIL International este o organizație internațională, non-profit, al cărei obiect principal de activitate constă în a studia, dezvolta și documenta limbile mai puțin cunoscute de pe glob. Scopul organizației este de a extinde cunoașterea lingvistică, de a eradica analfabetismul și de a susține dezvoltarea limbilor minorităților. SIL pune la dispoziție baza sa de date prin intermediul site-ului Ethnologue.com. Deviza organizației este: "nici o limbă nu este neînsemnată".
Acronimul SIL provine de la numele inițial al organizației, Summer Institute of Lingvistics, pe care l-a purtat imediat după înființarea sa în 1934 în statul american Arkansas, și care reflectă activitatea de la început, anume aceea de a iniția, prin cursuri de vară, misionari creștini în domeniul lingvisticii, antropologiei și traducerii.
Organizația SIL este uneori criticată pentru activitatea sa de misionariat creștin evanghelic, prin afiliere cu Wycliffe Bible Translators și colaborare cu New Tribes Mission, și a fost acuzată de mutarea unor comunități indigene în interesul unor mari companii petroliere.